# Jesper Hansen (voetballer)
Jesper Hansen (Slangerup, 31 maart 1985) is een Deens voetballer die speelt als doelman. In juli 2021 verruilde hij FC Midtjylland voor Aarhus GF.

## Clubcarrière
Hansen doorliep tot 2003 de jeugdopleiding van FC Nordsjælland, maar voordat hij zijn debuut maakte voor het eerste elftal werd hij eerst verhuurd aan Ølstykke FC. Voor die club speelde hij 37 wedstrijden. Terug bij Nordsjaelland werd hij een back-up voor Kim Christensen, tot die vertrok naar IFK Göteborg. Hansen werd de nieuwe eerste doelman. Die plek als eerste keus zou hij volhouden tot aan de zomer van 2013, toen hij verkocht werd aan Évian TG. Bij de Franse club ondertekende hij een driejarige verbintenis. In 2015 stapte hij over naar SC Bastia. Na één seizoen verkaste hij weer, toen hij voor drie jaar tekende bij Lyngby BK in zijn vaderland Denemarken. Een jaar later werd FC Midtjylland zijn nieuwe werkgever. Na vier seizoenen bij Midtjylland en daarin twee landskampioenschappen stapte Hansen transfervrij over naar Aarhus GF.

## Erelijst
| Competitie      |                 |                  |                 |                 |
| Competitie      | Aantal          | Jaren            |                 |                 |
| FC Nordsjælland | FC Nordsjælland | FC Nordsjælland  | FC Nordsjælland | FC Nordsjælland |
| --------------- | --------------- | ---------------- | --------------- | --------------- |
| Superligaen     | 1               | 2011/12          |                 |                 |
| DBU Pokalen     | 2               | 2009/10, 2010/11 |                 |                 |
| FC Midtjylland  |                 |                  |                 |                 |
| Superligaen     | 2               | 2017/18, 2019/20 |                 |                 |
| DBU Pokalen     | 1               | 2018/19          |                 |                 |